# GV
GV, anteriormente Google Ventures, é um departamento de investimentos de capital de risco da Alphabet Inc. e fornece capital semente, risco e crescimento para novas empresas de tecnologias. A empresa atua de forma independente e procura investir em empresas que possam ter futuro, em diversas áreas como em Internet, software, hardware, biotecnologia e cuidados de saúde.
O grupo foi criado no em 31 de março de 2009 com cerca de 100 milhões de dólares em forma de capital de investimento. Em 2012, esse compromisso foi elevado para 300 milhões de dólares por ano, e o fundo tem 2 bilhões de dólares sob a sua gestão. Em 2014, o grupo anunciou um investimento de 125 milhões de dólares para investir em startups europeias promissoras.
A GV tem escritórios em Mountain View, São Francisco, Nova Iorque, Cambridge e em Londres.

## História
A GV foi fundada como Google Ventures em 2009. Em dezembro de 2015, a empresa foi renomeada como GV e introduziu um novo logo.

## Modelos de serviços
A GV foi uma das primeiras empresas de capital de risco que empregou o modelo de serviços de capital de risco. Ela fornece as empresas do portfólio com acesso a ajuda operacional depois de se fazer um investimento financeiro. Parceiros em tempo integral do GV trabalham com empresas da carteira de concepção e gestão de produtos, marketing, engenharia e recrutamento.
A GV desenvolveu, um processo de projeto intenso de cinco dias, chamado de Design Sprint, o que ajuda as startups a resolverem problemas rapidamente.